# Paragehyra
Paragehyra — рід геконоподібних ящірок родини геконових (Gekkonidae). Представники цього роду є ендеміками Мадагаскару.

## Види
Рід Paragehyra нараховує 4 види:
- Paragehyra austini Crottini, Harris, Miralles, Glaw, Jenkins, Randrianantoandro, Bauer & Vences, 2014
- Paragehyra felicitae Crottini, Harris, Miralles, Glaw, Jenkins, Randrianantoandro, Bauer & Vences, 2014
- Paragehyra gabriellae Nussbaum & Raxworthy, 1994
- Paragehyra petiti Angel, 1929

## Етимологія
Наукова назва роду Paragehyra походить від сполучення слова дав.-гр. παρα — близько і наукової назви роду Gehyra J.E. Gray, 1834.